# Dysdera calderensis
Dysdera calderensis là một loài nhện trong họ Dysderidae.
Loài này thuộc chi Dysdera. Dysdera calderensis được Jörg Wunderlich miêu tả năm 1987.